# The Fold
The Fold — американская рок-группа, основанная в 2002 году бывшими членами поп-панк групп Showoff и Switchblade Romance.

## История группы
Группа The Fold была образована в 2002 году в Чикаго бывшими участниками местных формаций Showoff и Switchblade Romance. Showoff имела контракт с лейблом Maverick Records и даже записала два альбома (официально был издан только первый). Дэниел Кастэди был ударником коллектива. Он учился в Лютеранской школе, что не помешало ему увлечься творчеством Jimmy Eat World, Sunny Day Real Estate, Deftones и Green Day. После того, как в 2002-м лейбл Maverick Records перешёл в собственность Фредерика ДеМанна, контракт с Showoff был расторгнут, что подтолкнуло группу к распаду. Через некоторое время Дэниел Кастэди основал The Fold, где занял роль вокалиста и гитариста. Вторым гитаристом стал Аарон Грин. Кит Моушл занял позицию басиста, а роль ударника занял Майк Эммонс. И Грин, и Моушл, и Эммонс по совместительству были бэк-вокалистами The Fold. По словам Кастэди, название коллектива взято из словаря Уэбстера, где слово "Fold" означало группу людей, преследующих одну общую цель. 
Осенью 2002-го The Fold самостоятельно записали EP -альбом, после чего в качестве хедлайнеров были приглашены на ежегодный ска-фестиваль Third Party Productions вместе с командами Tooth Fuzz и Trendy. В 2002-м Дэниел принял Христа в своё сердце, а в 2003-м женился. Выступая независимо, The Fold выпустили дебютный альбом Not Of This World в 2003 году.
Вскоре музыканты нашли себе менеджера, которым стал Ди-Джей Пенсилин (DJ Pensilin) из Architect Entertainment. У Пенсилина были связи с Tooth & Nail Records, поэтому группа подписала контракт с лейблом в 2005 году.
В том же году The Fold записали свой первый официальный EP, а также кавер на знаменитую рождественскую песню O Holy Night специально для рождественского рок-сборника Happy Christmas Volume 4, который вышел на лейбле BEC Records. В музыке группы чувствовалось явное влияние творчества Sunny Day Real Estate и Fountains of Wayne, а в текстах, автором которых был сам Дэниел, прослеживался стиль Элвиса Костелло и Билли Джоэла. В конце февраля 2006 года The Fold выпустили альбом This Too Shall Pass, записанный в Нью-Йорке и спродюсированный Заком Ходжесом. Диск в первую неделю продаж разошёлся тиражом свыше 1. 500 копий, попав в топ чарта Billboard’s Heatseekers. Наибольший успех имели песни Gravity и the Title Track, а критики практически единогласно сравнивали группу с Weezer и Fall Out Boy. В записи баллады I Believe You принял участие Мэт Тиссен из Relient K. По итогам продаж альбом в общей сложности разошёлся тиражом в 16. 000 копий. Издание Indie Vision Music оценило альбом в 6 баллов из 10, отметив, что "The Fold - не лучшая группа Tooth & Nail, но альбом хорош".
22 мая 2007 года группа выпустила второй студийный альбом под названием Secrets Keep You Sick, который был номинирован на Грэмми.
В 2009 году The Fold выпустили третий студийный альбом Dear Future, Come Get Me. Это был первый релиз группы после прекращения сотрудничества с Tooth & Nail в 2008 году.
В ноябре 2010 года The Fold выпустили песню «This Christmas» на Itunes, вместе с двумя неофициальными, самостоятельно сделали видео. В январе 2011 года группа выпустила сингл «The Weekend Whip» при поддержке лейбла Jam Music. Песня вошла в саундтрек мультсериала «Ниндзяго. Мастера Кружитцу». Всего в период с 2011 по 2020 годы The Fold под эгидой Jam Music выпустили 18 синглов для сериала.
Пятый альбом, Moving Past, группа спродюсировала частично сама при поддержке Шона О'Киффа. Диск был выпущен 15 октября 2013 года.
9 сентября 2022 года The Fold выпустили шестой студийный альбом Stereo Fire.

## Дискография

### Студийные альбомы
- Not Of This World (2003)
- This Too Shall Pass (2006)
- Secrets Keep You Sick (2007)
- Dear Future, Come Get Me (2009)
- Moving Past (2013)
- Stereo Fire (2022)

### Мини-альбомы (EP)
- Feeling Like Failure Now (2002)
- Stargazer (2008)
- For The Spinners (2012)